# Františkánský klášter (Plzeň)
Františkánský klášter v Plzni byl spolu s kostelem Nanebevzetí Panny Marie založen na jihovýchodě města Plzně kolem roku 1300, stavba kostela byla dokončena kolem 1350 a kláštera kolem roku 1380. Roku 1419 byli františkáni (minorité) z podnětu Václava Korandy z města vyhnáni, ale už následující rok se mohli vrátit. 
Klášter byl silně poškozen za husitského obléhání v letech 1433–1434 a opravován skoro 50 let. Věž z konce 16. století byla upravena 1676 a 1611 byla přistavěna kaple Nejsvětější Trojice. Klášter byl znovu poničen za Mansfeldova obléhání v roce 1618. Průčelí přestavěno v barokním slohu architektem Jakubem Augustonem během rekonstrukce kláštera v letech 1722 až 1744. 
Klášter sám byl zrušen roku 1950 v rámci „Akce K“, objekt později sloužil Západočeskému muzeu, dnes Muzeu církevního umění plzeňské diecéze a dalším potřebám plzeňského biskupství.

## Historie kláštera

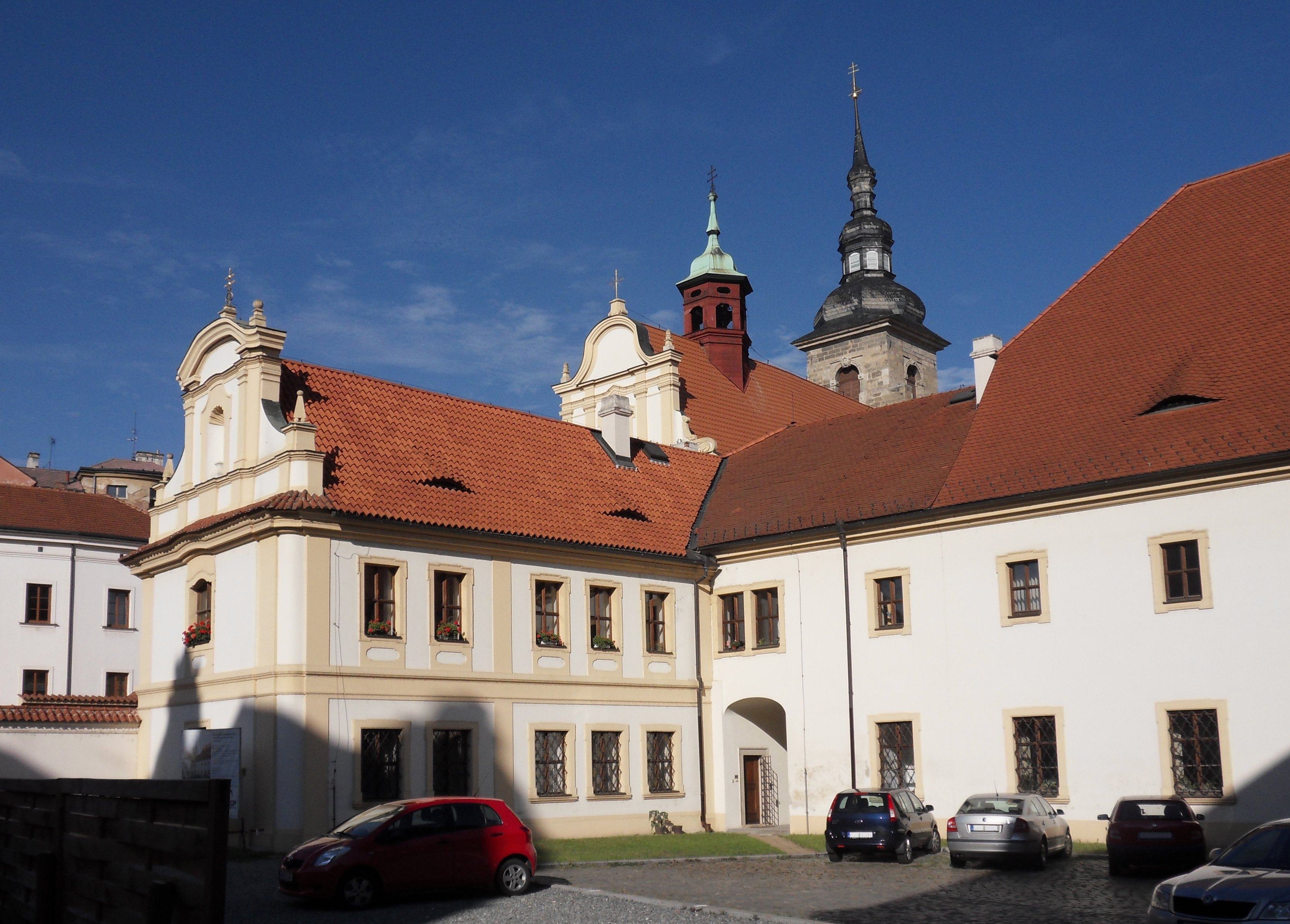
Budovy kláštera

Založení původně minoritského kláštera spadá do doby založení samotného města Plzně králem Václavem II., tedy brzy po roce 1295. V jihovýchodní části nově vznikajícího města na prostoru přiléhajícímu k městským hradbám roste současně klášterní kostel i budovy konventu. Nejstarší jsou zdi pětiboce uzavřeného presbytáře a východní část trojlodí vznikající kolem roku 1300, později je budováno trojlodí a mezilodní arkády. K zaklenutí presbytáře a trojlodí dochází po roce 1350. Po jižní straně kostela vniká klausura, východní část ambitu byla zaklenuta kolem roku 1360, ostatní části do roku 1380.
Během husitských válek (r. 1419) byli minorité na popud husitského radikálního kněze Václava Korandy, působícího v Plzni, z kláštera vyhnáni. Po několika měsících se ovšem mohli opět navrátit. Během obléhání Plzně husitským vojskem v letech 1433–34 vznikl požár, při němž byl klášter poškozen. Díky různým darům a odkazům klášteru byla umožněna postupná oprava trvající téměř padesát let. Roku 1460 převzali klášter z rozkazu papeže Pia II. františkáni.
Roku 1618 během obléhání Plzně vojskem českých stavů pod velením knížete Mansfelda byl klášter opět poškozen. Během 17. a 18. století byl klášter postupně opravován přestavován a rozšiřován. Ještě na konci 16. století vzniká věž kostela a roku 1611 je přistavěna kaple Nejsvětější Trojice. Na konci 17. století vzniká křídlo pro novice a při severní lodi kostela kaple svatého Antonína, jejichž autorem je italský barokní stavitel Jakub Auguston starší. Později v Plzni působí i jeho synovec Jakub Auguston mladší, jenž je autorem západního průčelí klášterního kostela (1722–24). V této době bylo zřejmě také mnišské společenství největší.
Během josefínských reforem ušla komunita zrušení, došlo však k redukci početního stavu, který pak neustále klesal. K dalším opravám došlo na konci 19. století a ve 30. letech 20. století.
Mnišská komunita byla zrušena v rámci Akce K (nezákonná násilná likvidace klášterů a mužských katolických řeholních řádů) v dubnu roku 1950. Za socialismu sloužily objekty nejdříve jako domov mládeže, později Západočeskému muzeu v Plzni. Po změně režimu v roce 1989 byl klášter vrácen římskokatolické církvi, která v roce 1994 zahájila postupnou obnovu zchátralé stavby dle návrhu architekta Jana Soukupa.
Dnes slouží nejzajímavější části kláštera Muzeu církevního umění plzeňské diecéze. Ostatní prostory slouží farnosti u katedrály sv. Bartoloměje, plzeňskému biskupství a jsou zde služební byty pro osoby vedení diecéze a řeholní sestry.

## Kostel Nanebevzetí Panny Marie

### Trojlodí
Nevelké bazilikální trojlodí je zaklenuto čtyřmi poli křížové klenby v bočních lodích i v lodi hlavní. Klenební žebra hruškovcového profilu jsou svedena na nezdobené, geometricky tvarované konzoly s polygonální krycí deskou. Trojlodí ukončuje na východě mohutný lomený triumfální oblouk spočívající na polopilířích a zdobený hruškovcem. Hlavní loď je od vedlejších oddělena mohutnými válcovými neprofilovanými sloupy nesoucími čtveřici lomených arkád s podloženým pětibokým pásem. Arkády při západním průčelí a vítězném oblouku spočívají na polopilířích s profilovanou římsou. Arkáda nese hladkou stěnu s malými dvojdílnými okny obsahující různé typy kružeb, které osvětlují hlavní loď. Jižní boční loď přímo navazuje na klášterní ambit ze severní lodi je přístupná barokní kaple svatého Antonína oktogonálního půdorysu.

### Presbytář
Na hlavní loď navazuje dlouhý obdélníkový presbytář, který je zaklenut třemi poli křížové klenby a ukončen pětibokým závěrem s šestipaprskovou klenbou. Stěny presbytáře členily oblé štíhlé přípory, jež se však zachovaly pouze v závěru a uvnitř vítězného oblouku. Klenební žebra jsou svedena na konzoly zdobené vegetabilními a zvířecími motivy. Okna mají pozdně gotickou podobu, jsou trojdílná s různými typy kružeb, venkovní opěrné pilíře podpírající presbytář jsou však raně gotické.

### Přiléhající prostory
Na sever od presbytáře je umístěna pozdně renesanční kaple Nejsvětější trojice z roku 1611 stojící na základech dřívější gotické kaple. Do kaple lze vstoupit z presbytáře mohutným lomeným portálem s hruškovcovým profilem a oblounem a doplněným oslím hřbetem. Ten je zdoben kraby a vrcholovou kytkou a ukončují ho konzoly s vegetabilním motivem. Dále po severní straně presbytáře v rohu u boční lodi vystupuje hranolová věž vyztužena opěrnými pilíři (její dnešní barokní podoba z roku 1676). Na jih od presbytáře se nachází sakristie, jež je zaklenuta dvěma čtvercovými poli křížové klenby, klenební žebra se sbíhají na svorníky.

### Vybavení
Hlavní oltář barokní z roku 1696 s kopií obrazu P. P. Rubense z roku 1636, na svatostánku gotická „Františkánská madona“ z doby kolem roku 1420, na vedlejším oltáři reliéf sv. Anny Samotřetí z doby kolem roku 1525.

## Klášterní ambit
Křížová chodba na čtvercovém půdorysu je na každé straně zaklenuta šesti čtvercovými poli křížové klenby mimo polí koutových. Ve východním rameni ambitu se žebra hruškového tvaru sbíhají na vnější straně do ostrých patiček, zatímco při přilehlé okenní stěně přímo vyrůstají ze stejně profilovaných svazků na soklících. V ostatních ramenech chodby, jsou klenební žebra svedena do zdi pouze pomocí ostrých patiček bez konzol. Svorníky v křížení žeber se objevují pouze v některých klenebních polích a mají zčásti tvar štítků, zčásti jsou kruhové, profilované. Ambit obklopuje čtvercový rajský dvůr, do nějž ústí lomená okna ve východním křídle s profilovaným výžlabkem, ze západního křídla je rajský dvůr přístupný sedlovým portálem. V jižní části ambitu se nachází pozdně gotická bohatě zdobená kazatelna z roku 1543 a také malé skriptorium (místo pro písaře knih). Na několika místech se dochovaly pozdně gotické fresky.

## Kapitulní síň a kaple svaté Barbory
Z východního křídla ambitu lze třemi lomenými portály vstoupit do kapitulní síně kláštera čtvercového půdorysu, na niž pak navazuje presbytář kaple svaté Barbory. Toto spojení kapitulní síně a kaple, zde kaple svaté Barbory, je poměrně neobvyklé. Síň je zaklenuta hvězdovou klenbou o osmi polích doplněných o úseky koutových žeber na střední osmiboký pilíř, do něhož přímo nabíhají klenební žebra. V rozích jsou žebra hruškovcového profilu ukončena jednoduchými geometricky tvarovanými konzolami. Ostatní žebra končí ve stěně opět v ostrých patičkách. Tato klenba však pochází až z roku 1460, původní klenba pravděpodobně stejného charakteru z druhé poloviny 14. století byla zničena při požáru během husitských válek. V presbytáři se však dochovala klenba původní, tvoří ji jedno pole obdélníkové, křížově klenuto, a pětiboký závěr. Kaple je osvětlena třemi dvoudílnými lomenými okny s jednoduchou kružbou, stejná okna z východní strany osvětlují také kapitulní síň.
Presbytář je od lodi oddělen triumfálním lomeným obloukem, na jehož hruškovcovou profilaci s pásky a výžlabky navazují oblé klenební přípory lodi. Na stěnách a klenebních polích kapitulní síně se dochovaly pozdně gotické výjevy ze života svaté Barbory z doby po roce 1460. Kaple i presbytář jsou osvětleny dvojdílnými lomenými okny.

## Další prostory kláštera
Klášter dále zahrnuje prostor refektáře, jenž byl přestavěn do barokní podoby roku 1697, na refektář navazovala kuchyně. Do úprav v 18. století byla kuchyně jednotnou prostorou s jehlancovým sopouchem nad celým půdorysem. Během barokních úprav vzniká též křídlo noviciátu.

## Františkáni v Plzni dnes
Františkáni se do Plzně vrátili v roce 1996, kdy se malá komunita usadila na přání biskupa Františka Radkovského v bytě na sídlišti Vinice. V pozdější době byl zakoupen objekt někdejší školky na sídlišti Lochotín. Tento objekt byl adaptován na pastorační centrum, pro nějž se vžil název „Domeček“, jehož součástí je i budova konventu, kde v současné době žijí tři františkánští řeholníci.

## Fotogalerie

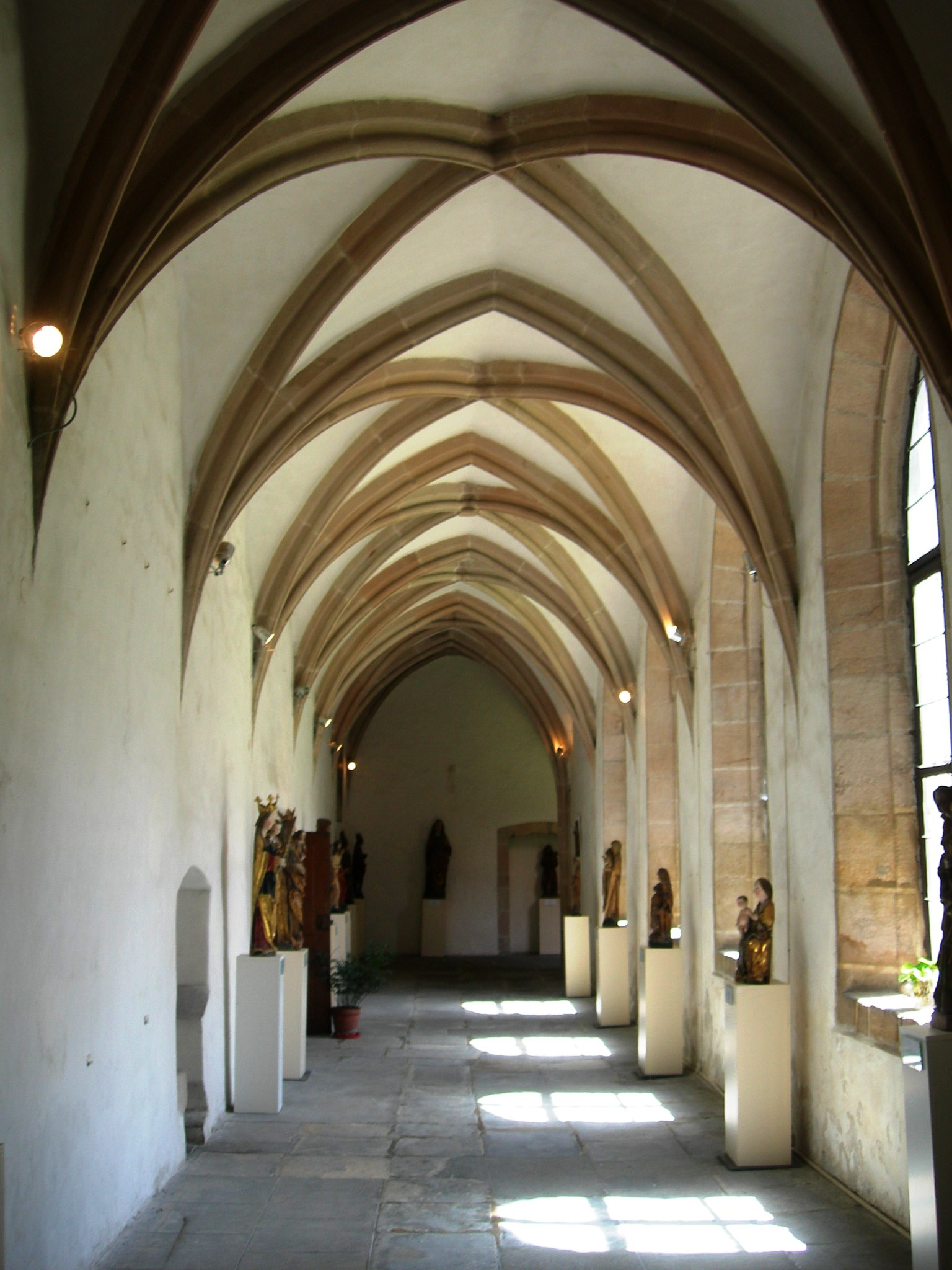
Ambit s expozicí diecézního muzea
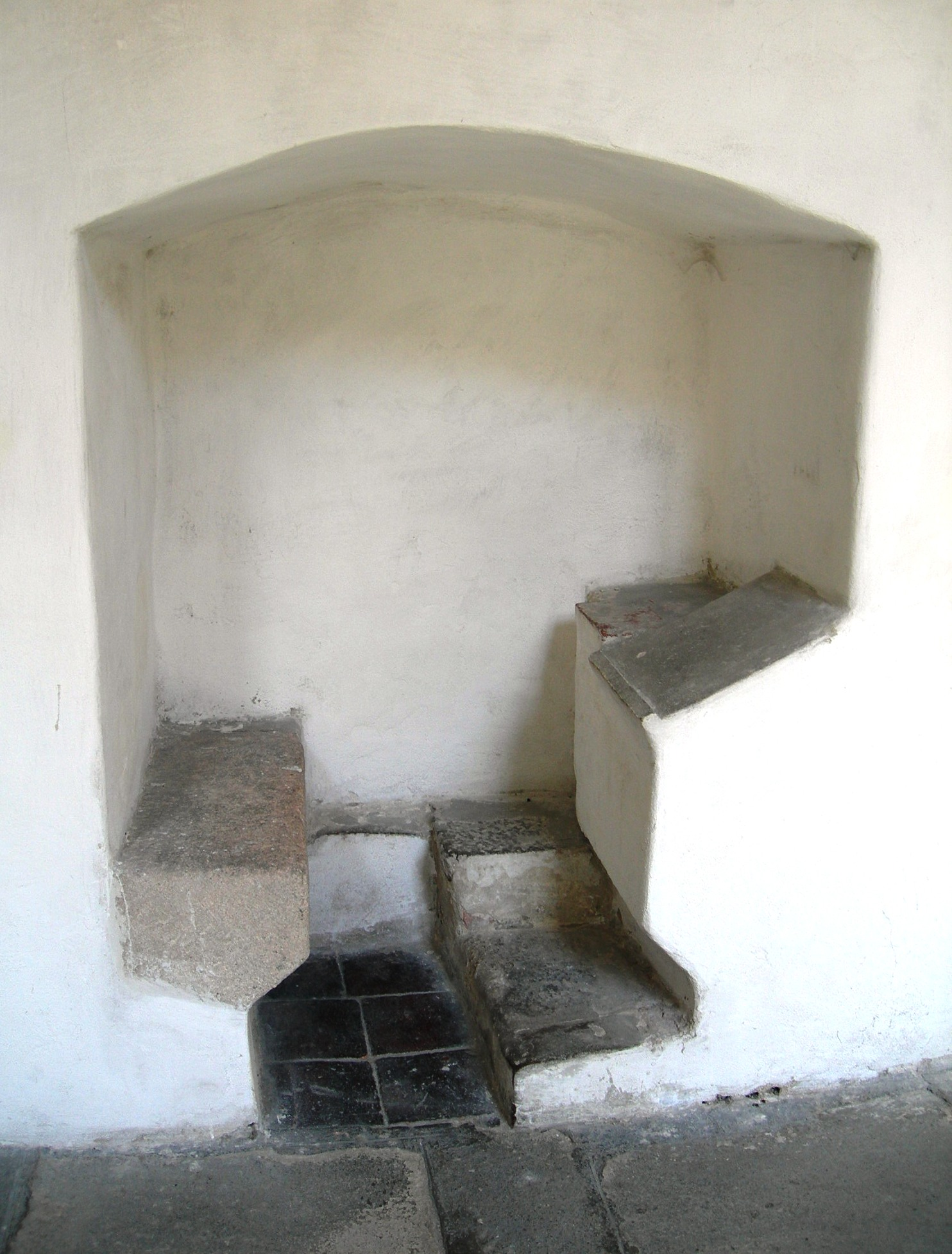
Skriptorium, místo pro písaře knih
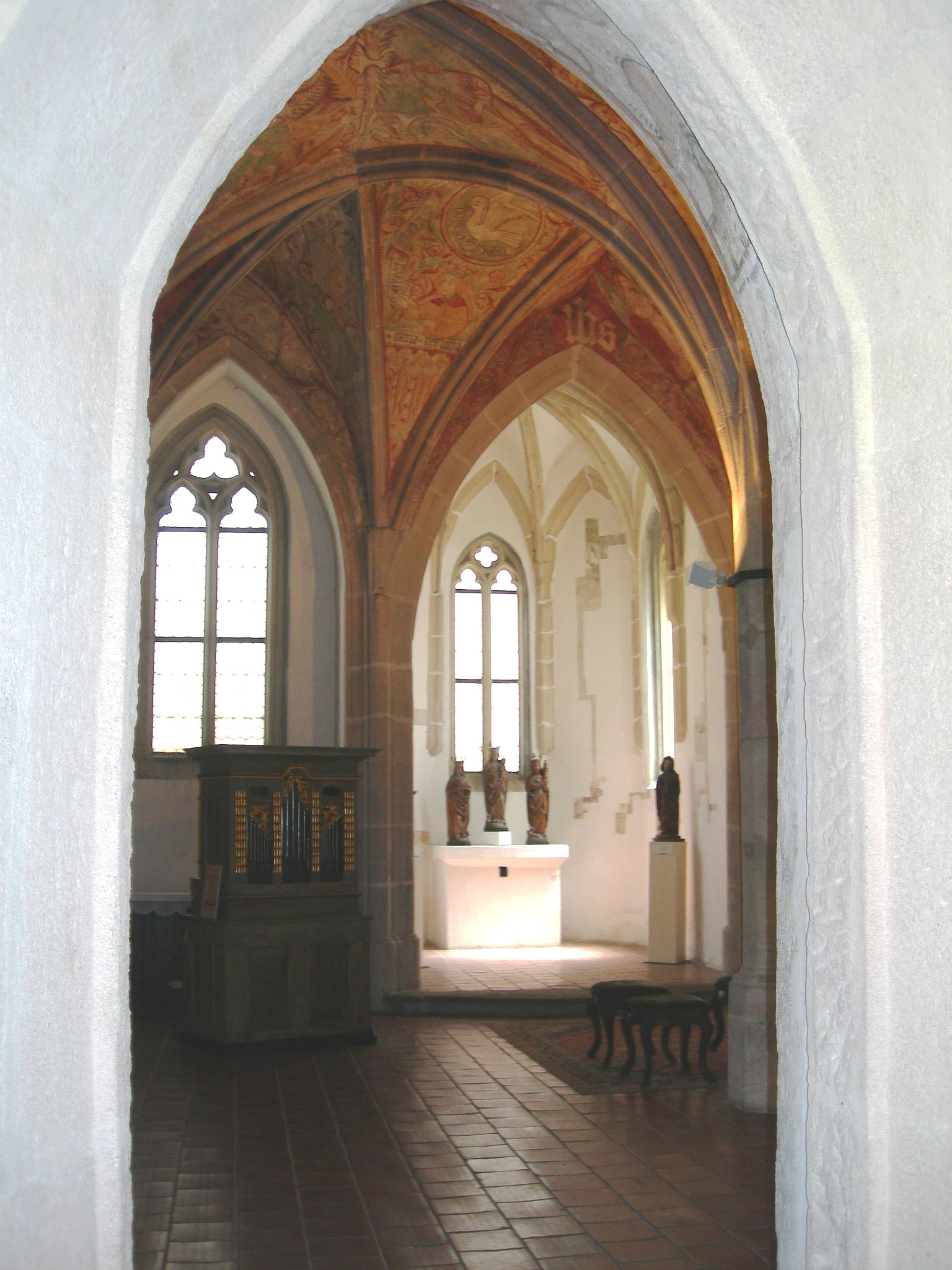
Kaple sv. Barbory (asi 1350–1460)
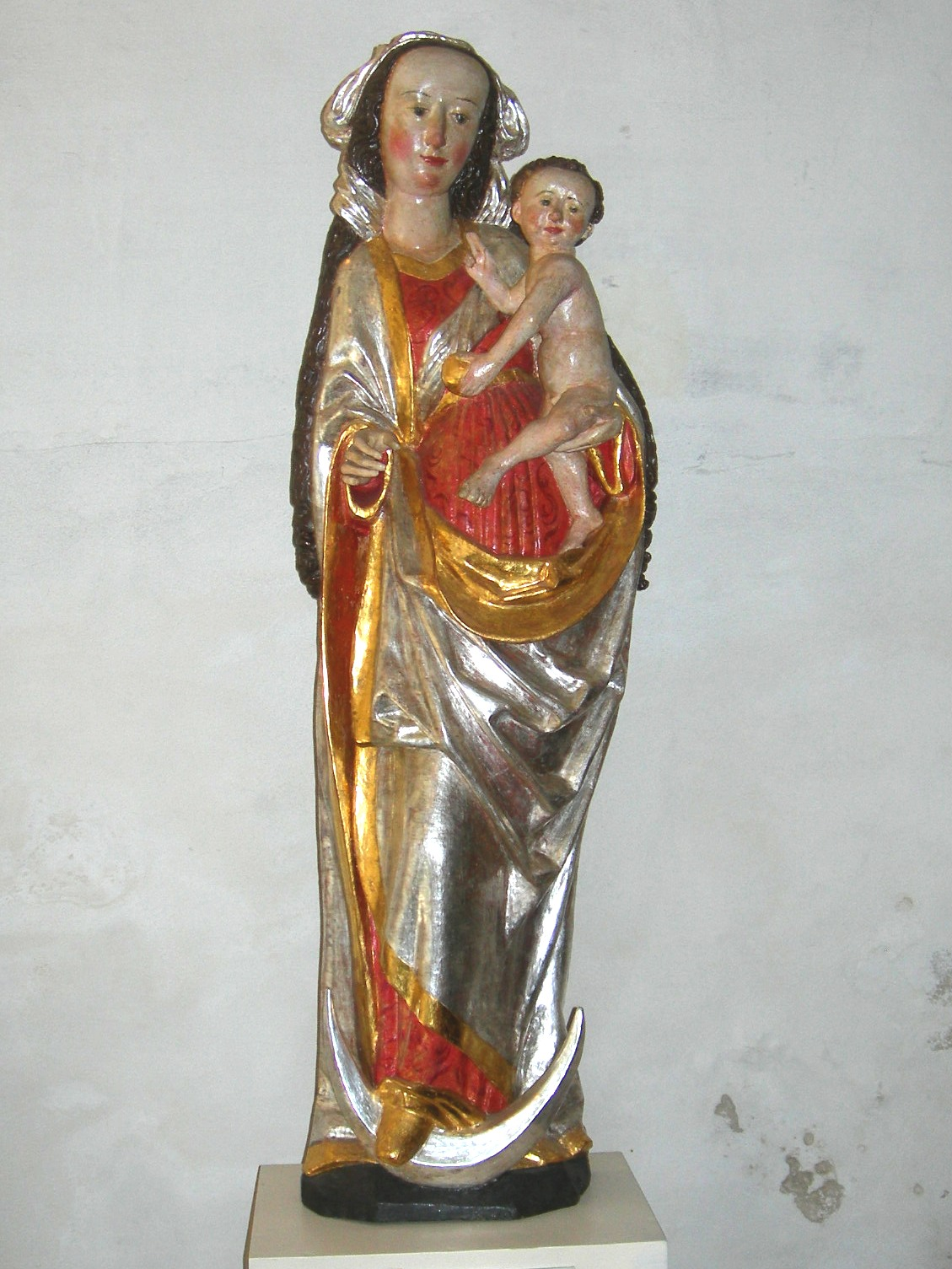
Madona z Lochotína, kolem 1510
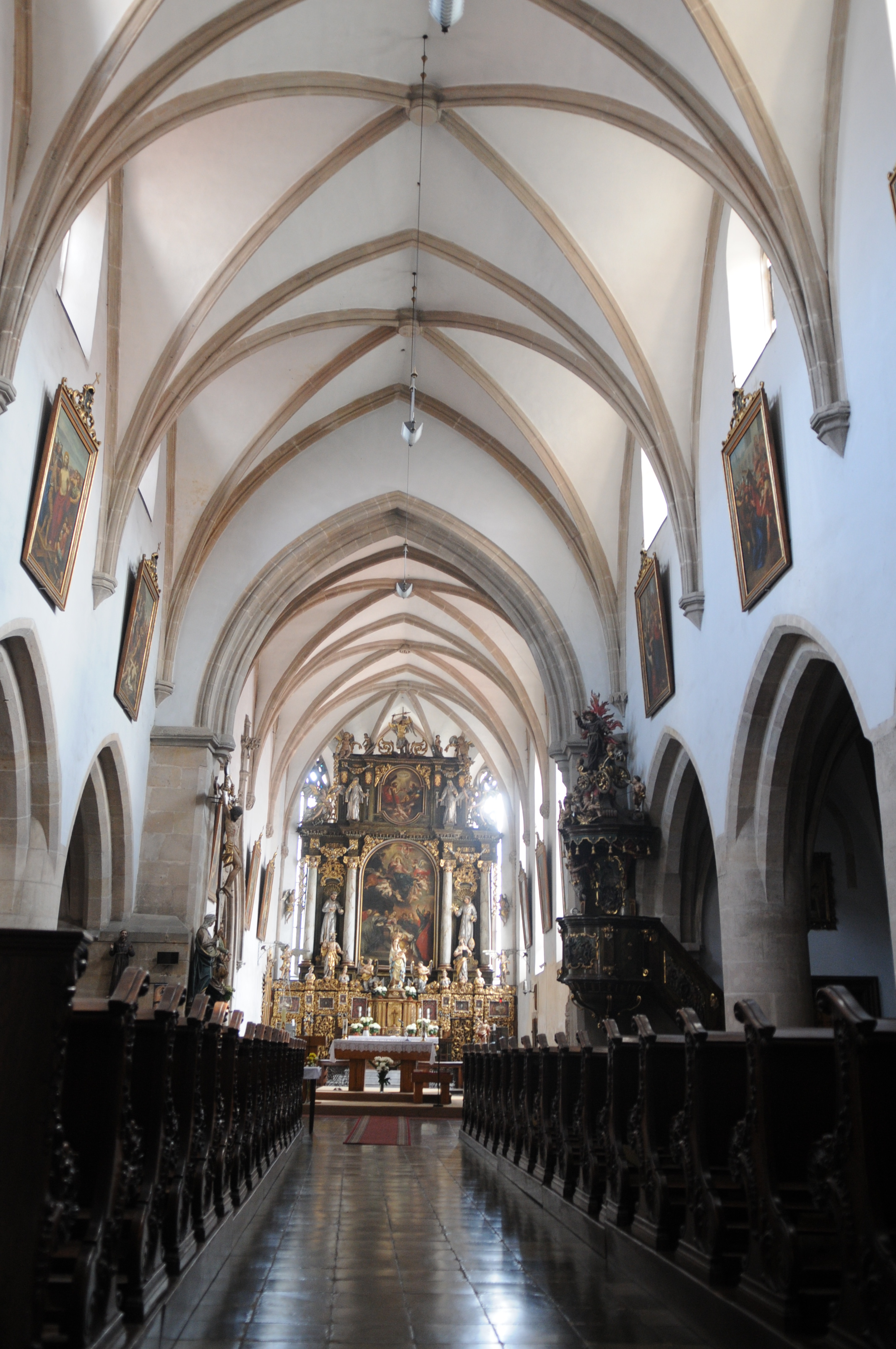
Kostel Nanebevzetí Panny Marie
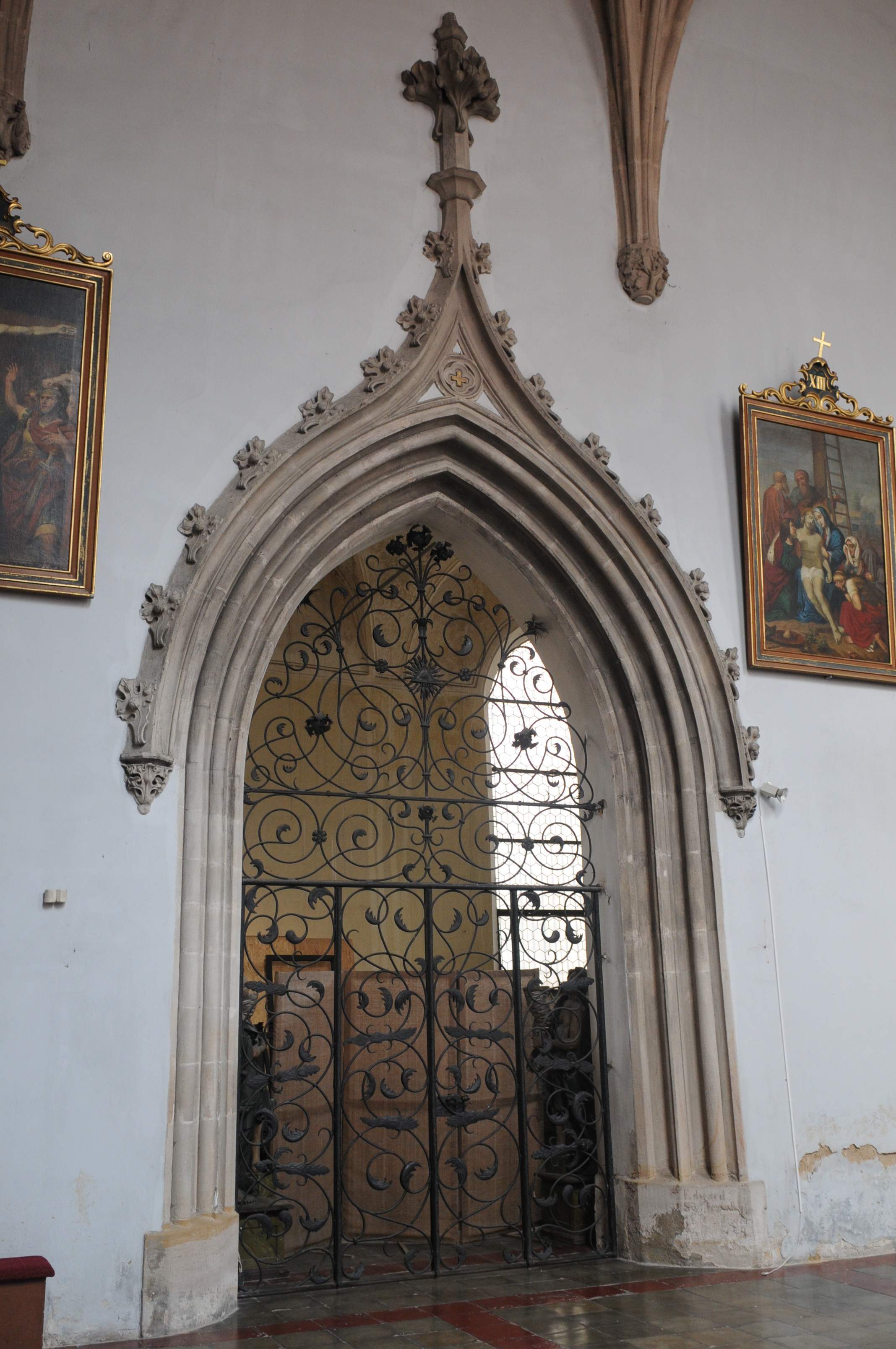
Portál v presbytáři vedoucí do kaple Nejsvětější trojice
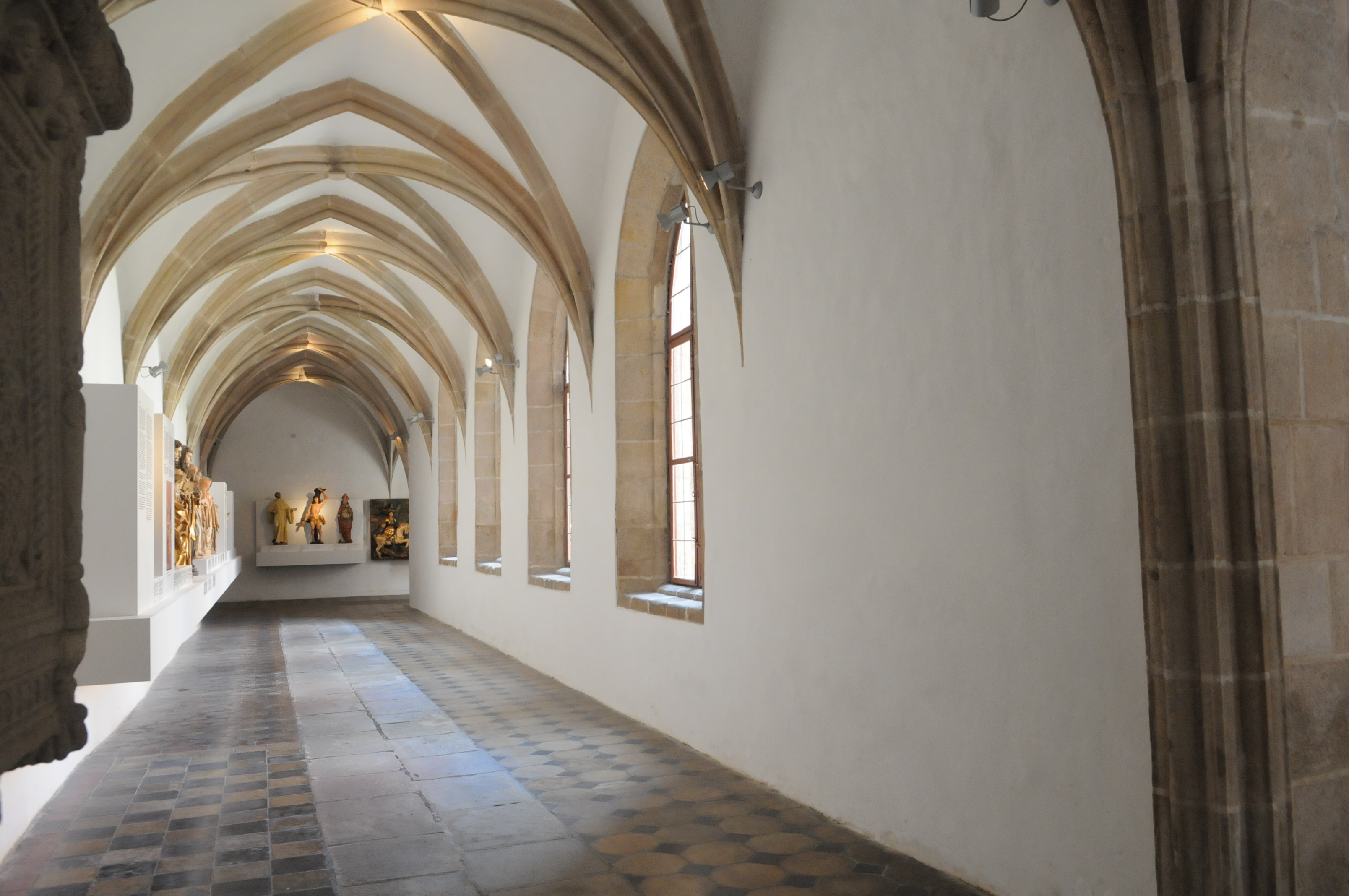
Klášterní ambit – jižní křídlo
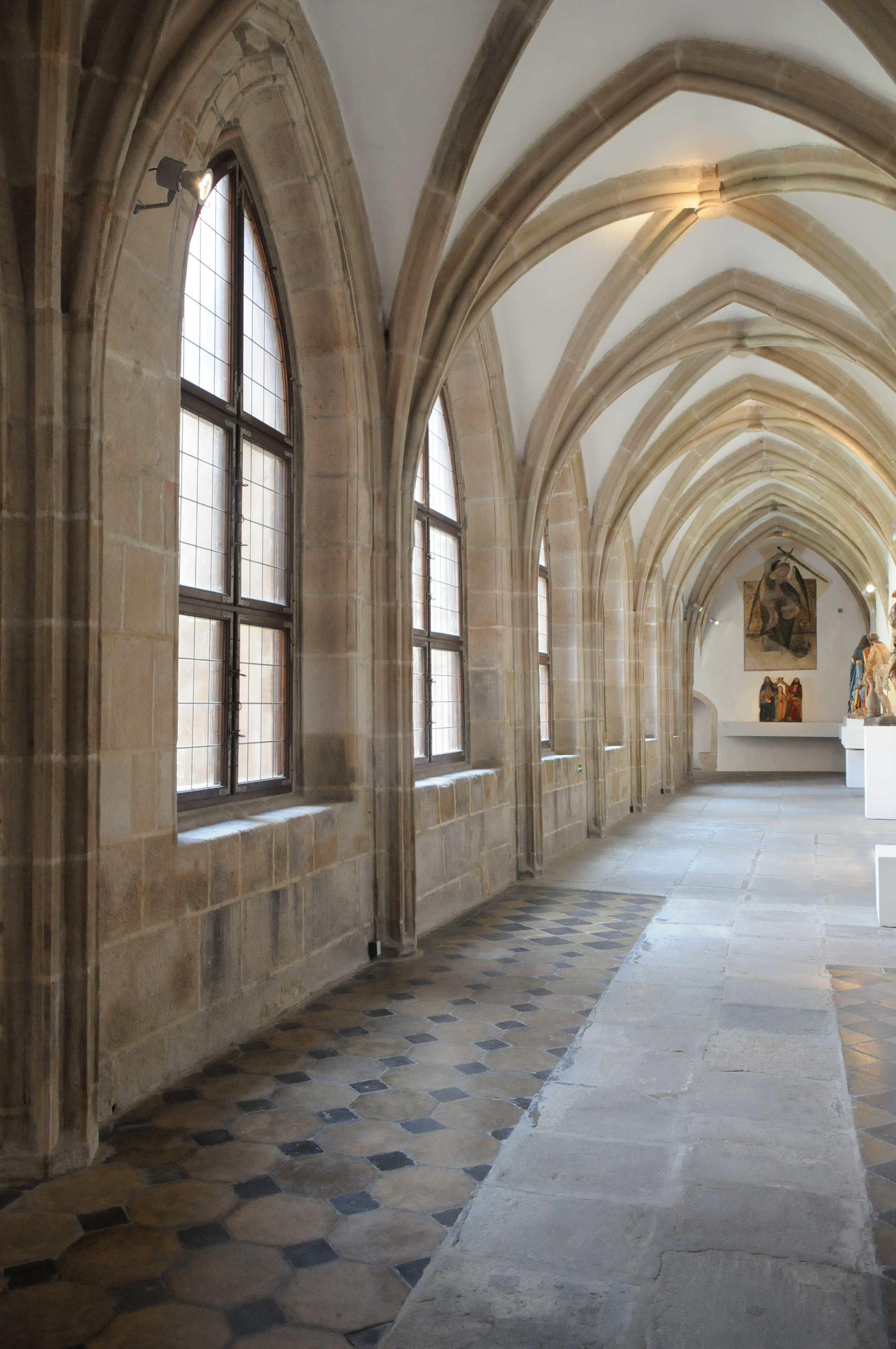
Klášterní ambit – východní křídlo
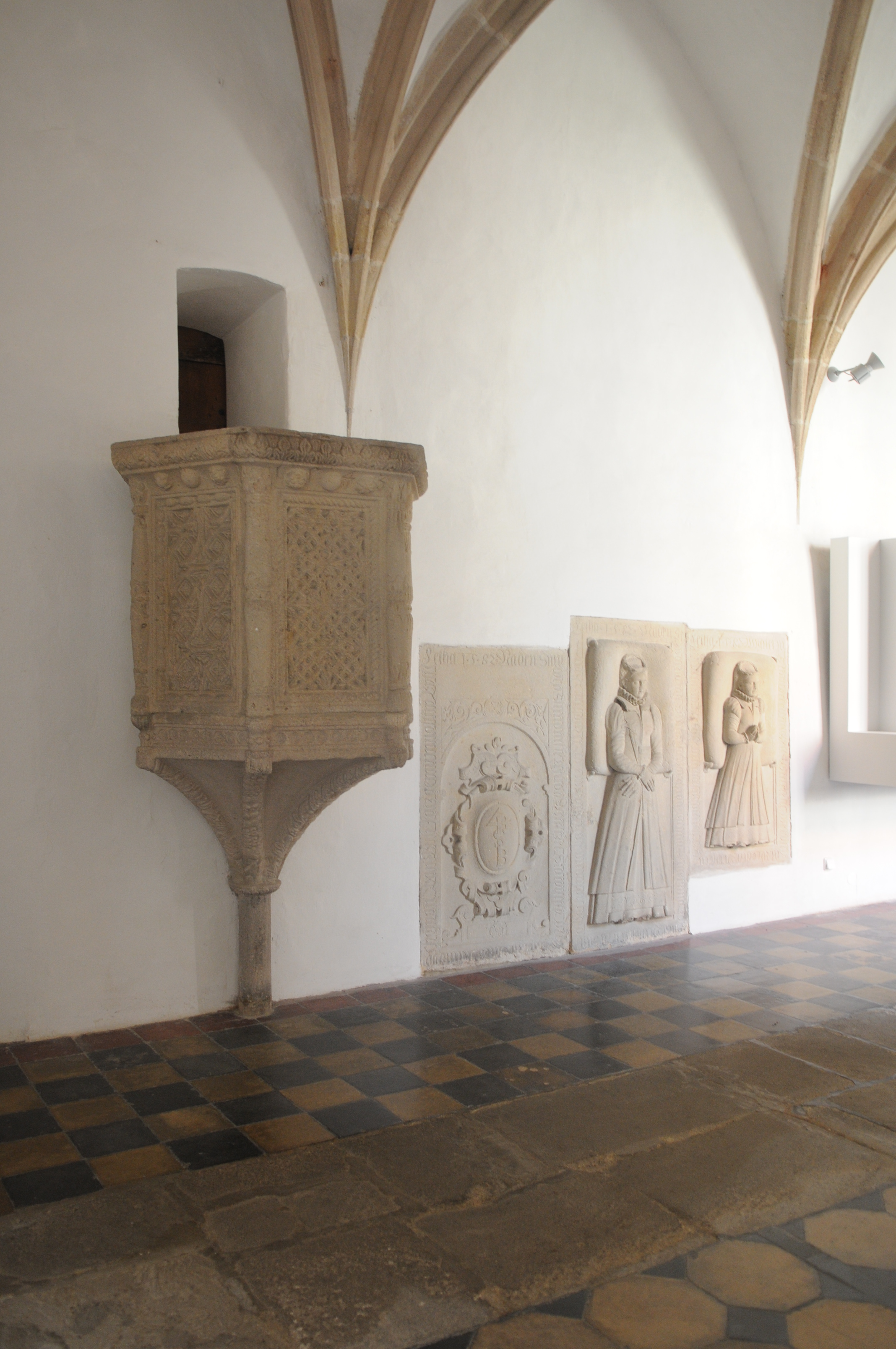
Kazatelna v jižní části ambitu
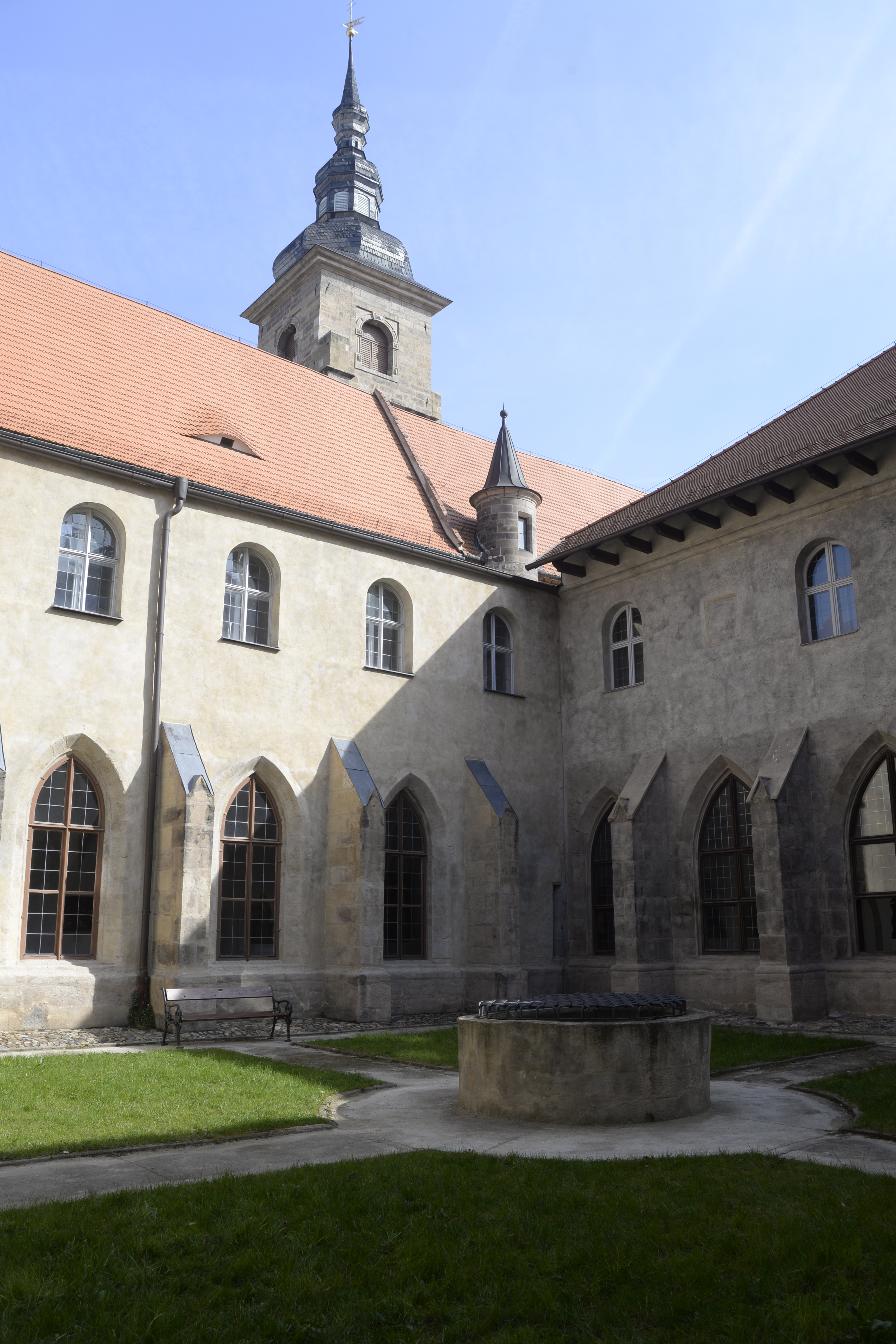
Rajský dvůr
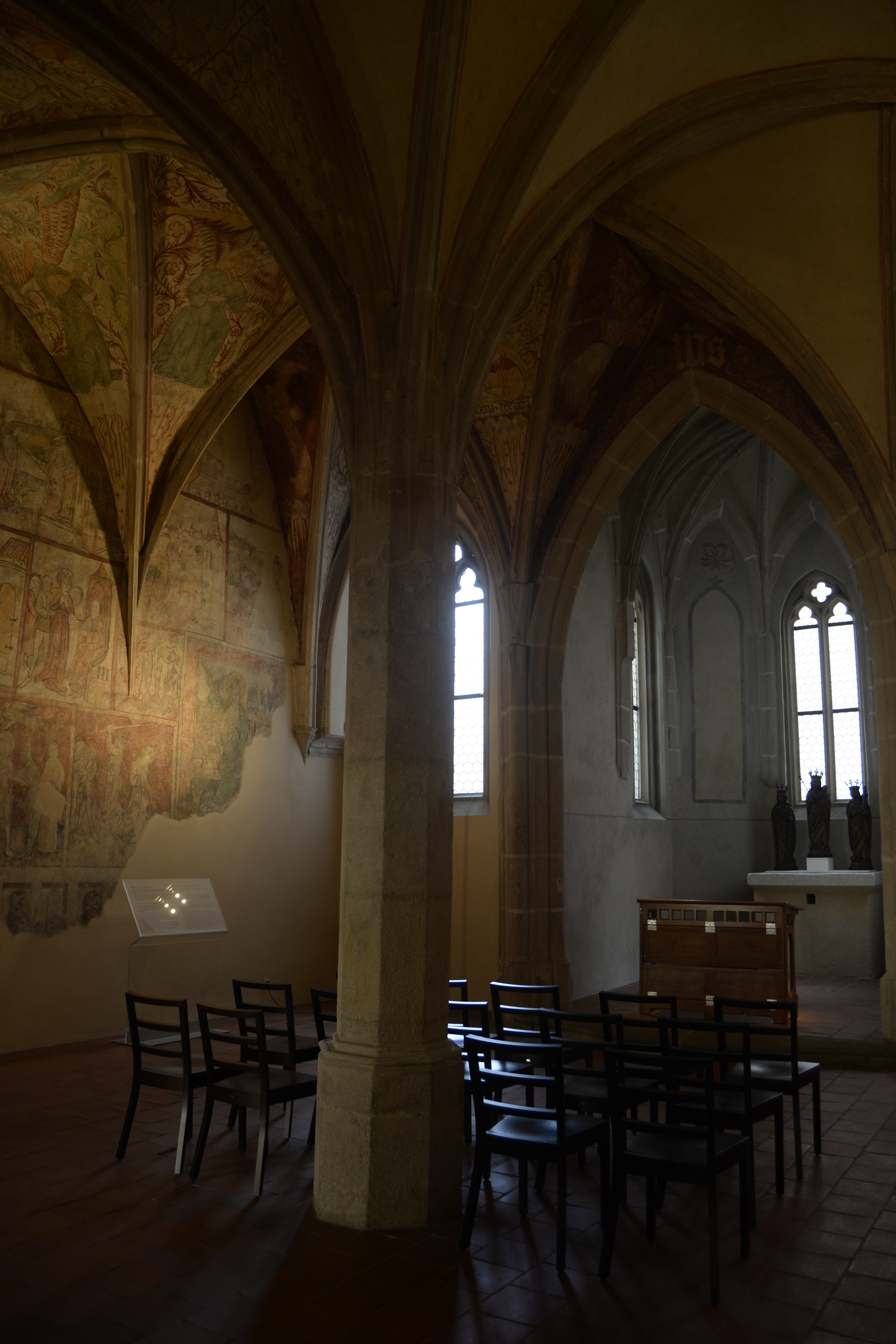
Kapitulní síň
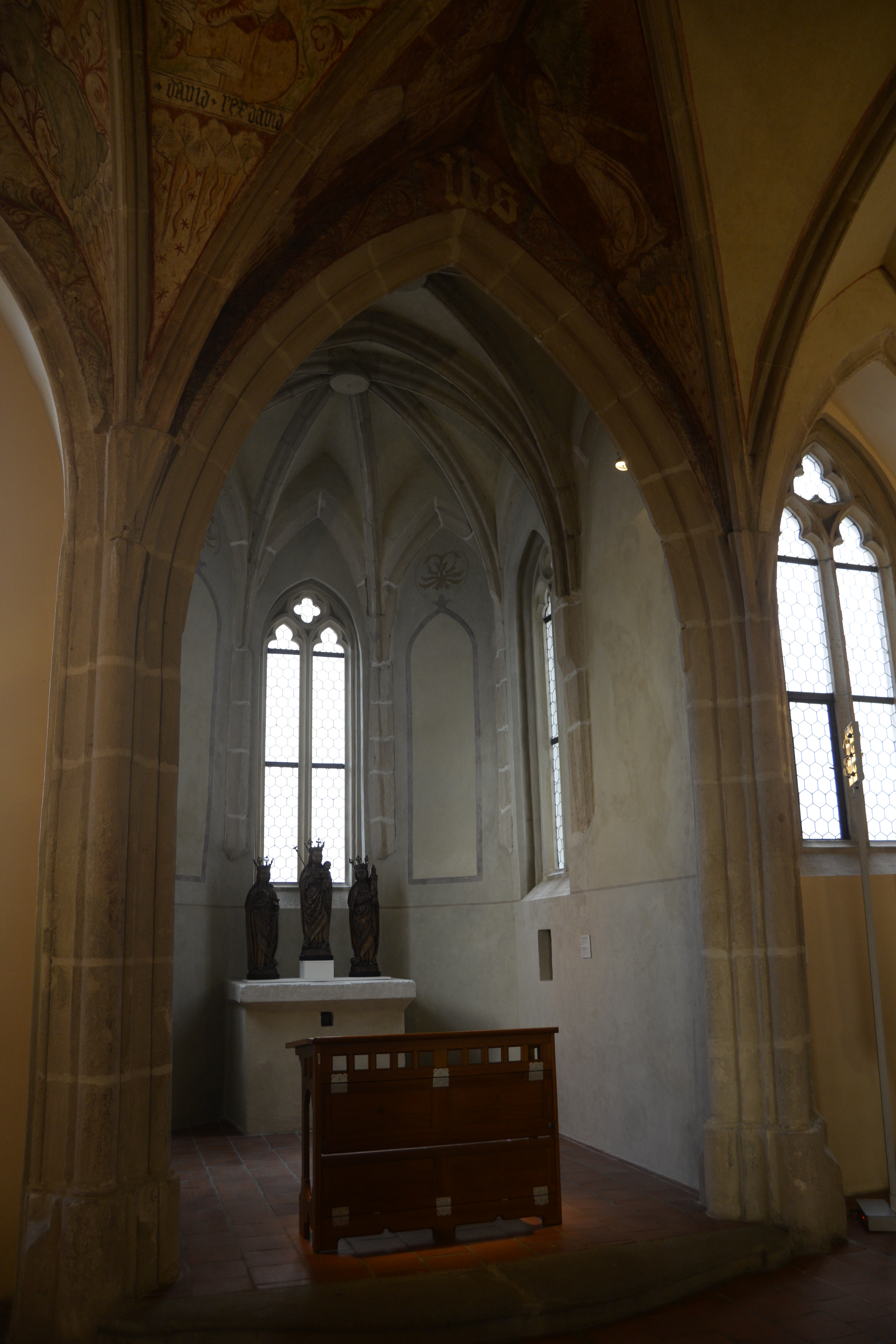
Kaple svaté Barbory
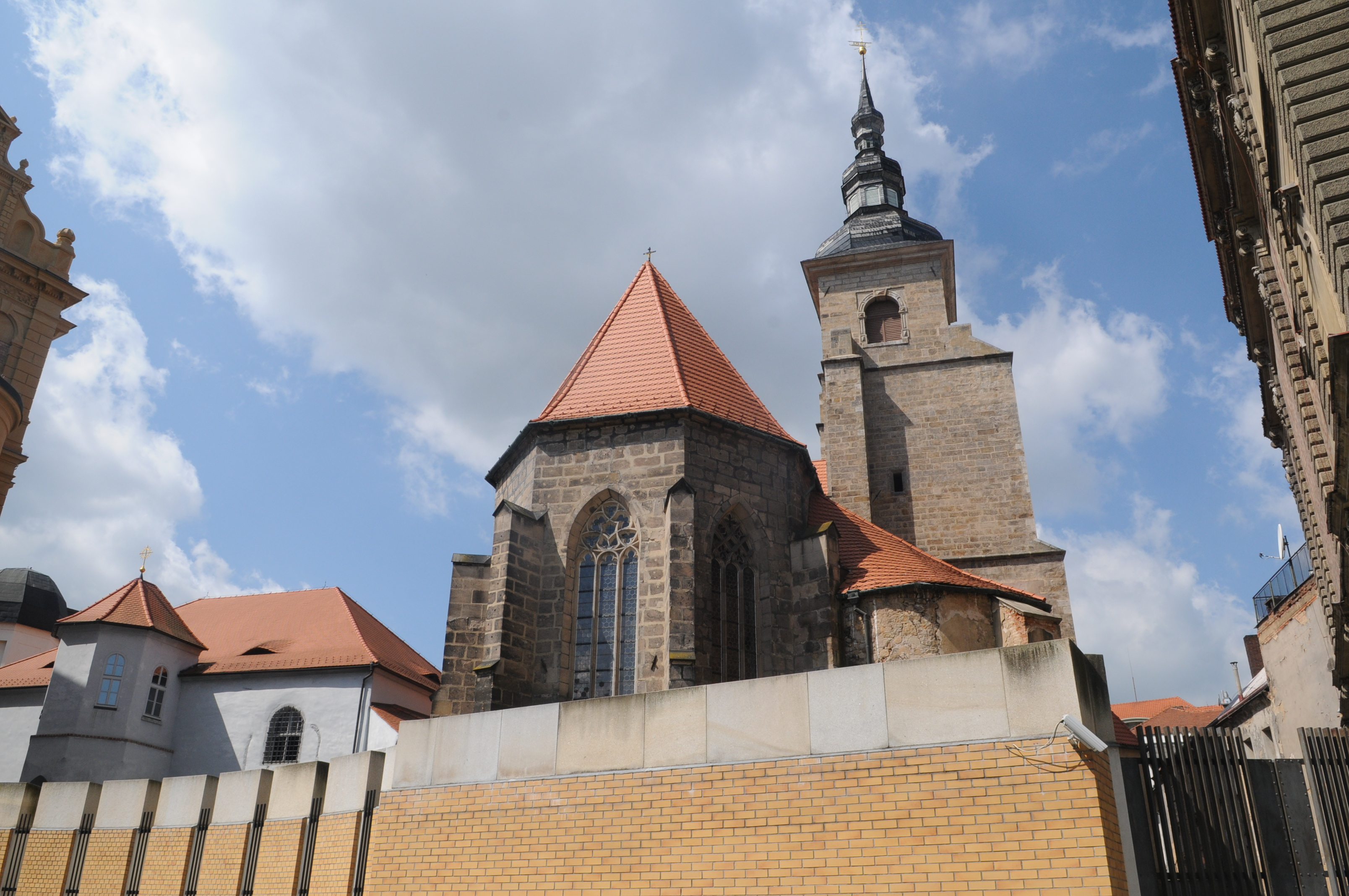
Pohled na klášterní areál z východu
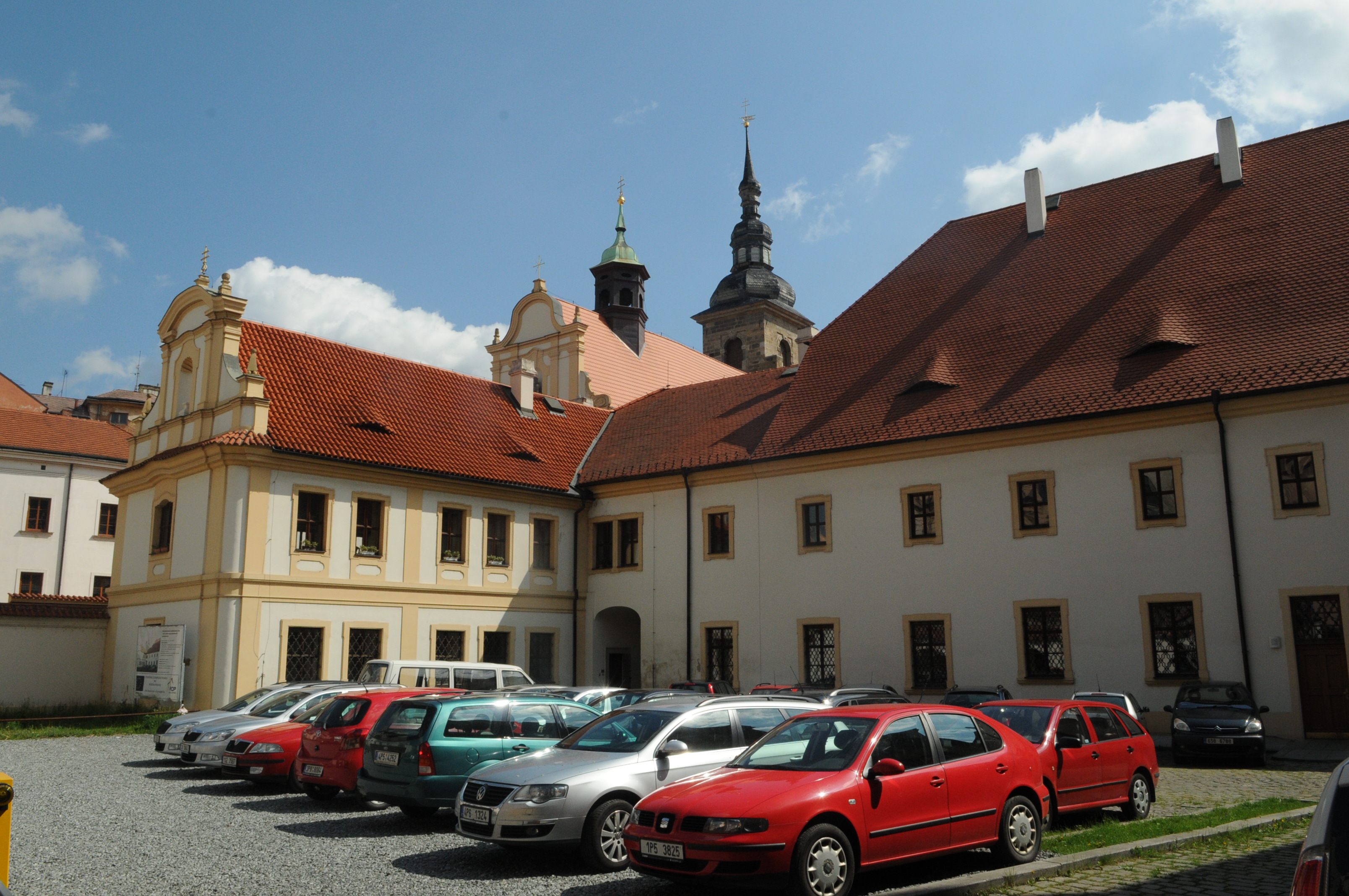
Pohled na klášterní areál ze západu